# Trellium
Trellium is binnen de Star Trekfranchise een stof die wordt gebruikt om de romp van een sterrenschip te verstevigen. De stof speelt alleen een grote rol in het derde seizoen van de serie Star Trek: Enterprise.
In dit seizoen bevindt de USS Enterprise NX-01 zich in een gebied in de ruimte dat 'het uitspansel' genoemd wordt, omdat er vreemde gravitationele veranderingen plaatsvinden, die schepen zwaar kunnen beschadigen. De bemanning van de Enterprise komt er tijdens hun zoektocht naar de Xindi al snel achter dat de stof Trellium-D ervoor zorgt dat een schip geen hinder van deze veranderingen ondervindt. Echter kan de Enterprise niet gecoat worden met de stof, als blijkt dat de stof voor Vulcans toxisch is. De Eerste Officier van de Enterprise (T'Pol) is een Vulcan.
De stof speelt verder nog een rol omdat T'Pol verslaafd raakt aan Trellium-D na ermee in aanraking gekomen te zijn. Hierdoor heeft ze later haar emoties niet meer onder controle en verliest soms haar helder denkvermogen.

## Overige informatie
- Trellium-A, B en C bestaan in de serie ook, maar spelen geen rol van betekenis.
- In een boek uit 1997, getiteld Trial by Error en onderdeel van Star Trek: Deep Space Nine komt ook een kristalachtige stof voor die trellium heet.